# War Wings
『War Wings』は、Miniclipにより運営されていたスマートフォン向けゲームアプリ。内容はオンライン対戦戦闘機アクションゲーム。
2019年12月31日をもってサービスを終了した。

## 対応言語・機種
IOS・Androidの全機種に対応、英語・日本語・簡体中文・繁体中文・韓国語・ドイツ語等に対応していた。

## 登場機体と特徴
機体の特性はある程度実機に基づいているが、ゲームバランスが優先され異なる部分も多い。また戦闘で得たポイントによる部品のアップグレード等で、性能アップを図る事ができる。空戦ゲームとしては操作が非常に容易で、やることは空戦のみで離着陸の必要はなく、照準も半自動化され初心者でも弾丸を命中させやすい、ユーザーフレンドリーな設定になっている。
敵味方4機ずつによるチーム対戦が基本で、クイックゲームでの空戦の場合、5分の間に先に10機（撃墜された者はリスポーンされ、数秒で復帰する）を撃墜したチームの勝ち、対艦戦の場合は敵旗艦を先に沈めるか、より大きいダメージを与えたチームの勝ちとなる。また「勝ち残り戦モード」の場合、一人あたり3機種を選んで出撃、相手を全滅（計12機撃墜）させるか、より多くの損害を与えたチームの勝ちとなる。この他、8機がチームを組まずにバトルロイヤル的に生き残りをかけて戦うモードもあり、先に8機撃墜を達成した者がトップとなりゲームを終了する。このモードでは空対空ミサイルや大威力のキャノン砲やガトリング砲、シールドやブースターといったアイテムが空中に浮いているのを取得してパワーアップするなど、よりシューティングゲーム性が強くなっている。
武装は機銃の他、空戦にも対艦・対地攻撃にも使えるロケット弾、対艦・対地専用の爆弾があり、後者二つは機種により使える物と使えない物がある。またポイント取得によるパワーアップにより、使える爆弾やロケット弾が新たに加えられたり、機銃の弾数や発射速度、リロード速度等を強化できる。
登場する戦闘機は、その特性により次の四種類に分類される。
エナジー戦闘機＝高速性能に優れ機敏に急上昇・急降下に入ることができるが、低空ではパフォーマンスが低下する
旋回戦闘機＝最も旋回半径が小さく格闘戦に優れるが、速度が増すとそれが低下する
迎撃機＝降下速度が速く重武装、その他の性能は平均値
重戦闘機＝重武装で耐久性が高く、ブースト時間が長い物が多いが、格闘戦に弱い
加えてソ連軍とドイツ軍の課金機体として
攻撃機＝重武装で爆弾やロケット弾での対地・対艦攻撃能力に優れるが、速度や旋回性能は一番劣る
日本語版はあちこちに初歩的な誤訳、例えば機種名の「アタッカーFB-2」を「攻撃機FB-2」、実績の「キャリア」を「空母」など、間違った直訳が見られる。

### 大英帝国
大英帝国軍機は、単発戦闘機は総じて旋回能力が高く、火力も比較的高い。双発戦闘機は火力と耐久性に優れるが、旋回性能は低い。
開発ツリーでは、スピットファイア・ハリケーン・モスキート・ボーファイター・テンペスト・タイフーン・シーフューリー・FB-2などが開発できる。

### ドイツ第三帝国
ドイツ第三帝国軍機は、Bf109系列の機体の機動性は高く、機敏に急上昇・急降下に入れるが、双発戦闘機ではかなり低く、旋回では敵の背後に回り込めないため、一撃離脱戦法を繰り返す戦術に徹することとなる。しかし前者は比較的火力が低く、逆に後者は火力と耐久性が高い。加えて後部銃手が搭乗しており、自動的に背後の敵に射撃を行う。
開発ツリーでは、Bf109系列・Bf110系列・He51・Ar68・Me210・Me410・Me262A-1aなどが開発できる。

### アメリカ合衆国
アメリカ合衆国軍機は総じて堅牢性に優れ被弾に耐え、火力も高い。降下速度も高いが、しかし横旋回での機動性に劣る。
開発ツリーでは、陸軍航空軍機であるホークⅡ・P-26A・P-36A・P-400・P-39N・P-40B・P-47・P-51・F-80、海軍機であるF2A、F4F、F6F、F4U、F8Fなどが開発できる。

### ソビエト連邦
ソビエト連邦軍機は、総じて低空での射撃能力や機動力が高く、低ティアの機体からロケット弾を使えるものが多い。しかし高度が上がるにつれて性能が落ち、失速しやすい傾向がある。
開発ツリーでは、I-152・I-153・LaGG-3・Yak-1・Yak-7・Yak-9・Yak-3・I-16・Yak-15などが開発できる。

### 大日本帝国
大日本帝国軍機は、総じて機動性が高く横旋回で敵機の背後に回り込むのが得意であり、火力も高い。しかし防御が他国に比べ劣る傾向にあり、燃やされ易い。
開発ツリーでは、九六式艦上戦闘機・零式艦上戦闘機（二一型/五二型）・紫電・雷電・紫電改などの海軍機が開発できる。

### その他の機体
他にも投下物資やイベント、または課金によって、架空機や他国に鹵獲・改修された機体、スペシャルマーキングの機体、フランス戦闘機やオーストラリア戦闘機など開発ツリーに含まれない機体を獲得できる。

### ジェット戦闘機
2017年にジェット戦闘機の開発が出来るようなった。FB-2・Me262A-1a・F-80・Yak-15が開発できる。大日本帝国海軍ジェット戦闘機は無い。(実機ではジェット特殊攻撃機である“橘花”が存在するが､ゲームには追加されていない。）
総じて速度は極端に速く、火力も極端に高い（レシプロ戦闘機比）。しかし旋回性能は低く、被弾に弱く炎上しやすい傾向がある。

## デイリーイベント
デイリーボーナス
一日一回、“救急箱”や“修理キット”等のアイテムが手に入る。毎日ログインすると、“伝説級投下物資“等のレアアイテムが手に入る。
ルーレット
一日一回、“ルーレット”が回せる。基本的には先述の“デイリーボーナス”のアイテムをランダムにしただけだが、課金するともう一度回せる。
デイリーミッション
一日一回、“デイリーミッション”がプレイ出来る。ミッションはランダムなもので、簡単なものからかなり難しいものまで様々である。（“一日一回”というのは、報酬を獲得できるのが一回だけという意味である）1940年のダンケルクにおけるイギリス空軍機の任務を行うものだが、時代の異なる他国の戦闘機も使用できる。